# Ilse Werner
Ilse Werner   (Jakarta, 11 de juliol de 1921 - Lübeck, 8 d'agost de 2005) va ser una actriu, cantant de musicals, alemanya.

## Biografia
Va néixer a Batavia (actualment Jakarta, Indonèsia) de pare holandès, comerciant i propietari de plantacions, i mare alemanya. Werner era holandès de naixement; tot i que va viure la major part de la seva vida i va passar la seva carrera amb grans èxits a Àustria i Alemanya, principalment durant el temps del Tercer Reich. No va assumir la nacionalitat alemanya fins al 1955.
En arribar a Frankfurt, Alemanya a l'edat de 10 anys, la família de Werner el 1934 es va traslladar a Viena, on va assistir a l'escola de teatre "Max Reinhardt Seminar" i va fer el seu debut al "Theater in der Josefstadt" el 1937. Més tard va fer el seu nom als mítics Estudis UFA prop de Berlín. Va protagonitzar pel·lícules populars en temps de guerra com Die schwedische Nachtigall ("The Swedish Nightingale"), Wir machen Musik ("We're Making Music"), el drama musical Große Freiheit Nr. 7 i Münchhausen. Va ser l'amfitriona d'un popular programa de televisió de "Fernsehsender Paul Nipkow" des de 1941, titulat "Wir senden Frohsinn - Wir spenden Freude".
Després d'haver estat breument prohibida d'actuar pels Aliats al final de la Segona Guerra Mundial, a causa del seu presumpte paper en la propaganda nazi, va tornar a la gran pantalla en la dècada de 1950, on va destacar en papers dramàtics de personatges. També va actuar en teatre, va treballar com a actor de doblatge, i va gravar nombroses cançons i actuacions de whistling.
Werner va tenir la seva última aparició a la televisió alemanya el 2001. Més tard va viure en una casa de retir a Lübeck, on va morir pacíficament mentre dormia el 2005, després d'haver patit una pneumònia. El seu últim desig era que les seves cendres s'escampin a Potsdam-Babelsberg, prop dels estudis de cinema.

## Filmografia seleccionada
- Die unruhigen Mädchen [it] (1938)
- Das Leben kann so schön sein (1938)
- Frau Sixta (1938)
- Bel Ami (1939)
- Three Fathers for Anna (1939)
- Her First Experience (1939)
- Bal pare (1940)
- Wunschkonzert (1940)
- The Swedish Nightingale (1941)
- We Make Music (1942)
- Wedding in Barenhof (1942)
- Münchhausen (1943)
- Große Freiheit Nr. 7 (1944)
- Tell the Truth (1946)
- Mysterious Shadows (1949)
- The Orplid Mystery (1950)
- The Disturbed Wedding Night (1950)
- Queen of the Night (1951)
- Mutter sein dagegen sehr! [de] (1951)
- The Bird Seller (1953)
- Annie from Tharau (1954)
- Reaching for the Stars (1955)
- The Mistress of Solderhof (1956)
- Rivalen der Rennbahn (TV series, 1989)
- Die Hallo-Sisters [de] (1990)

## Doblatge
Després de la guerra, es va convertir en un doblatge de veu actiu, doblant pel·lícules estrangeres en alemany.
- 1948 - Gene Tierney a Laura (1944)
- 1949 - Margaret Lindsay a Els spoilers (1942) - (Die Freibeuterin)
- 1949 - Gale Sondergaard a La marca de Zorro (1940) - (Im Zeichen des Zorro)
- 1950 - Olivia de Havilland a Les aventures de Robin Hood (1938) - (Robin Hood, König der Vagabunden)
- 1950 - Maureen O'Hara a El cigne negre (1942) - (Der Seeräuber)
- 1950 - Paulette Goddard a Reap the Wild Wind (1942) - (Piraten im Karibischen Meer)
- 1950 - Rita Hayworth a My Gal Sal (1942) - (Die Königin vom Broadway)
- 1950 - Maureen O'Hara a Buffalo Bill (1944) - (Buffalo Bill, der weiße Indianer)
- 1950 - Linden Travers a Cristòfor Colom (1949)
- 1952 - Tempesta Gale a The Texas Rangers (1951) - (Grenzpolizei a Texas)